# 私人訴追主義
私人訴追主義（しじんそついしゅぎ）は、刑事事件について公訴ではなく私人による訴追の権限を認めた刑事訴訟法の法制度のことである。私人訴追を認めない国家訴追主義の対義語。

## 概要
イギリスの裁判制度として採用されている。アメリカ合衆国、フランス、ドイツ、日本では国家訴追主義を採用しており私人訴追を認めていない。
例えば、私人訴追主義を採用しているイギリスでは警察官や検察官でない私人が発見した事件を刑事裁判所に持ち込むことが可能だが、国家訴追主義を採用している日本では犯罪の起訴・不起訴に関する権限は原則として検察官が握っておりこの事例のようなことはありえない。

## イングランド及びウェールズにおける私人訴追主義の近年の動向
イングランド及びウェールズにおいては私人訴追主義の伝統があったが、実際には私人による訴追はまれであり、伝統的に、訴追の多くは警察によって担われていた。
1985年、1985年犯罪訴追法 (Prosecution of Offences Act 1985) により、公訴局長 (Director of Public Prosecutions；DPP)をその長とする検察庁 (Crown Prosecution Service；CPS) が設置された。これは、従来から多くの警察に属していた訴追ソリシタ部を警察＝地方組織から切り離し、既存の国家機関たる公訴局長（DPP）のもとに再編成したものであった。もっとも、これは国家訴追機関ではない。検察庁 (CPS)に雇用される法律家（ソリシターまたはバリスター）である検事 (Crown Prosecutor；CP) の権限は、基本的には警察の行った訴追の審査と追行にあるに過ぎず、自ら訴追を行ったのは重大な事件または政府から付託された事件のみであった。
検察庁 (CPS) 設置後においても、私人による訴追はやはりまれであり、訴追を主に担当したのは警察である。このほかには、法務総裁 (Attorney General;AG) 、法務副総裁 (Solicitor General) 、重大詐欺局 (Serious Fraud Office；SFO) 、公訴局長 (DPP) （及びその指揮下の検事(CP)）、地方公共団体などの公的機関なども訴追を担っていた。
ところが、2003年刑事司法法 (Criminal Justice Act 2003) により、検察庁 (CPS) の権限は大きく拡大されることとなった。まず、「公訴官」 (Public Prosecutor) による訴追手続が新たに設けられることとなり、この制度の下で、多くの事件が検事 (CP) によって訴追されることとなった。また、警察が訴追する場合においても、公訴局長 (DPP) の定めるガイドラインに従うことが要請されることとなった。このようにして、私人訴追主義を採用するイングランド及びウェールズも、検察官による国家訴追主義を採用する諸外国の制度に大きく接近したのである。